# Stanislav Pozdnjakov
Stanislav Alekseevič Pozdnjakov (in russo Станислав Алексеевич Поздняков?; Novosibirsk, 27 settembre 1973) è uno schermidore russo ed è attualmente ritenuto lo sciabolatore più grande di tutti i tempi.

## Palmarès
- Giochi olimpici:

Barcellona 1992: oro nella sciabola a squadre (per la  Squadra Unificata).
Atlanta 1996: oro nella sciabola individuale e a squadre.
Sydney 2000: oro nella sciabola a squadre.
Atene 2004: bronzo nella sciabola a squadre.
- Mondiali di scherma

Atene 1994: oro nella sciabola a squadre e argento individuale.
L'Aia 1995: argento nella sciabola a squadre.
Città del Capo 1997: oro nella sciabola individuale e argento a squadre
Seoul 1999: argento nella sciabola individuale e bronzo a squadre.
Nîmes 2001: oro nella sciabola individuale e a squadre.
Lisbona 2002: oro nella sciabola individuale e a squadre.
L'Avana 2003: oro nella sciabola a squadre.
Lipsia 2005: oro nella sciabola a squadre e argento individuale.
Torino 2006: oro nella sciabola individuale e bronzo e squadre.
San Pietroburgo 2007: oro nella sciabola individuale.
- Europei di scherma

Cracovia 1994: oro nella sciabola individuale.
Plovdiv 1998: bronzo nella sciabola a squadre.
Funchal 2000: oro nella sciabola a squadre e bronzo individuale.
Coblenza 2001: oro nella sciabola individuale ed a squadre.
Mosca 2002: oro nella sciabola individuale ed a squadre.
Bourges 2003: oro nella sciabola individuale ed a squadre.
Copenaghen 2004: oro nella sciabola individuale ed a squadre.
Zalaegerszeg 2005: oro nella sciabola a squadre.
Smirne 2006: bronzo nella sciabola a squadre.
Gand 2007: oro nella sciabola a squadre e bronzo individuale.
Kiev 2008: oro nella sciabola a squadre.